# Godofredo de Bouillón
Godofredo de Bouillón, también Geoffrey fitzEustace, (Boulogne-sur-Mer, Reino de Francia, c. 1060-Jerusalén, 18 de julio de 1100) fue un destacado líder militar en la Primera cruzada que gobernó el Reino de Jerusalén tras su conquista por parte del ejército cruzado bajo el título de «Defensor del Santo Sepulcro». Hijo de Eustaquio II de Boulogne y de Ida de Lorena, también ostentó los títulos de Duque de Bouillon, Margrave de Amberes y Duque de Baja Lorena.

## Primeros años
Su tío Godofredo el Jorobado lo eligió como heredero de la Baja Lorena, pero en 1076 el Emperador Enrique IV sólo le concedió la Marca de Amberes, quedándose para sí mismo el feudo de la Baja Lorena (entonces denominada Baja Lotaringia), ya que su tío no tenía descendientes directos, es decir un heredero directo masculino. Sin embargo, Godofredo luchó junto con Enrique IV tanto en Elster como en el asedio de Roma, y finalmente en 1082 este le concedió el ducado de Baja Lorena.
Este ducado estaba muy influido por la reforma cluniacense, y al parecer, Godofredo era una persona muy religiosa, de este modo y aunque había luchado a favor del Emperador contra el papado, Godofredo literalmente vendió todo lo que tenía y se unió a la Cruzada que predicó Urbano II en el Concilio de Clermont.

## Primera Cruzada

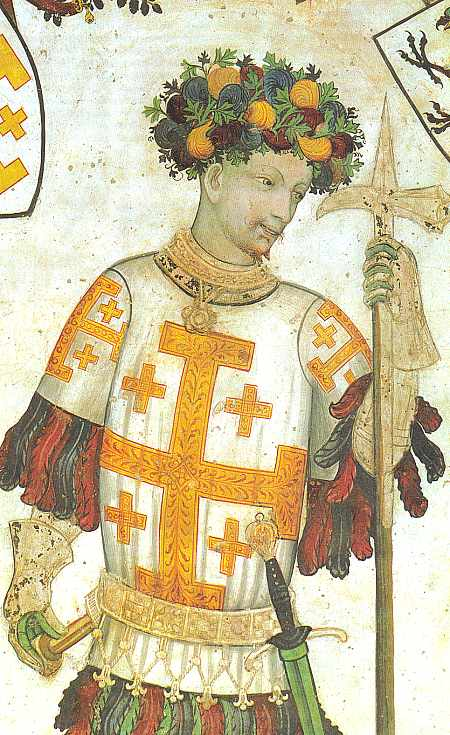
Godofredo de Bouillón.

Godofredo, junto con sus hermanos Eustaquio y Balduino, salieron de Lorena en agosto de 1096 al mando de un ejército de 40 000 hombres, siguiendo la llamada «Ruta de Carlomagno» tal y como parece que Urbano II llamaba al camino hacia Jerusalén (todo ello según la crónica de Roberto de Molesmes). Después de algunos problemas en Hungría, donde fue incapaz de impedir que sus hombres hicieran correrías entre los cristianos del lugar, llegaron a Constantinopla en noviembre de ese año. Fue el primer cruzado en llegar, y así empezaron los conflictos con el emperador bizantino Alejo I, ya que este quería que Godofredo jurara lealtad al Imperio Bizantino, lo que suponía que las ciudades que fueran conquistadas deberían ser devueltas a este Imperio. Godofredo, finalmente, llevó a cabo el juramento de lealtad en 1097, al igual que hizo el resto de jefes de la cruzada conforme fueron llegando.
Según Guillermo de Tiro, Godofredo era «alto de estatura, no demasiado, pero por encima de la media. Fuerte sin comparación, con miembros sólidos y pecho robusto. Sus rasgos eran agradables, su barba y pelo de color castaño claro».[cita requerida]
Godofredo fue el primero en llegar al cerco de Nicea, y estaba en el contingente principal de los Cruzados, cuando este se dividió en dos después de la toma de Nicea, división que se debió realizar para facilitar las tareas de aprovisionamiento. Ayudó a la vanguardia del ejército durante la batalla de Dorilea durante el ataque realizado por los turcos selyúcidas guiados por Kilij Arslan I, apoyando a otros cabecillas cruzados entre ellos a Bohemundo de Tarento consiguiendo con ello la victoria final, para pasar posteriormente al saqueo del campamento selyúcida.
En 1099, tras la captura de Antioquía después de un largo asedio, los cruzados se dividieron en dos partes, indecisos sobre el paso siguiente a realizar. La mayoría de los soldados de a pie querían continuar hasta Jerusalén, pero Raimundo el más poderoso de los príncipes dudaba sobre si seguir adelante o no, Bohemundo de Tarento decidió permanecer en Antioquía como príncipe titular de esta ciudad. Después de meses de espera, los soldados de a pie urgieron a Raimundo para que continuara el camino a Jerusalén, y una vez iniciado este camino Godofredo se unió rápidamente a ellos. Tomó parte activa en el asedio de esta ciudad, y el 15 de julio fue el primero en entrar en la ciudad, entrada a la que siguió una masacre de musulmanes y cristianos nativos. El 22 de julio, al rehusar Raimundo a ser Rey de Jerusalén, Godofredo fue elegido en su lugar.

## Reino de Jerusalén
No obstante Godofredo no quiso ser coronado rey de la ciudad en la que Cristo había muerto. En su lugar tomó el título de Sancti Sepulchri advocatus, abogado o defensor del Santo Sepulcro. Durante su corto reinado, apenas un año, Godofredo se vio obligado a defender el nuevo Reino de Jerusalén de los ataques de los Fatimitas de Egipto, a los que derrotó en la Batalla de Ascalón en agosto de 1099. Se enfrentó igualmente a la oposición de Dagoberto de Pisa, Patriarca Latino de Jerusalén y aliado de Raimundo, siendo este último el que impidió la toma de Ascalón con posterioridad a dicha batalla. 
En 1100 Godofredo consiguió imponer su autoridad sobre varias ciudades de la costa, Acre, Ascalón, Arsuf, Jaffa y Cesarea, aunque no serían conquistadas hasta después de la muerte de Godofredo (de hecho Ascalón no se conquistaría hasta 1153, quedando como último reducto Fatimita). Mientras tanto continuó la oposición con Dagoberto de Pisa; Godofredo y Bohemundo querían que fuera nombrado Patriarca Latino Arnulfo de Chocques mientras que Dagoberto quería convertir Jerusalén en un feudo del Papa. Finalmente hubo una tregua entre ellos, llegando al acuerdo de que Jerusalén y Jaffa pasarían a la Iglesia al conquistarse Egipto, pasando este último país al brazo secular con capital en El Cairo. Sin embargo, Godofredo murió en julio de 1100 sin haber conquistado Egipto, quedando sin resolver el problema de quién debía reinar en Jerusalén. Los partidarios de una monarquía secular eligieron a Balduino de Bouillón, el hermano de Godofredo como su sucesor, y finalmente, Dagoberto, a regañadientes lo coronó como Rey de Jerusalén el 25 de diciembre de 1100.

## Muerte de Godofredo
Según el cronista árabe Ibn al-Qalanisi: «Durante el asedio de Acre, Godofredo, gobernador de Jerusalén, fue alcanzado por una flecha que le produjo la muerte».[cita requerida] Las crónicas cristianas no mencionan nada de esto, al contrario, Alberto de Aquisgrán y Ekkerhard de Aura dicen que Godofredo contrajo una enfermedad en junio de 1100 en la ciudad de Cesarea a resultas de la cual murió. Más tarde se dijo que el Emir de dicha ciudad lo envenenó, pero al parecer este rumor no tiene base alguna; Guillermo de Tiro, en la crónica que escribiría en el siglo XII no dice nada sobre este tema. Se desconoce la causa de su muerte.

## Godofredo en la historia y en la leyenda
Godofredo ha sido idealizado a lo largo de la historia por haber sido el primero en recibir el nombramiento de regente de la ciudad de Jerusalén. Ha sido descrito como el líder de las Cruzadas, del Reino de Jerusalén y como el legislador de los Assizes de Jerusalén, y asimismo, considerado como personificación del ideal de caballero, en particular en el grupo de los Nueve de la Fama, según se los denominó en la Edad Media y el Renacimiento (entre otros por Miguel de Cervantes), a saber:  Héctor, Alejandro Magno, Julio César, Josué, el Rey David, Judas Macabeo, el Rey Arturo, Carlomagno y Godofredo de Bouillon. Al ser elegido no quiso ser denominado «rey» por lo que tomó el título de Sancti Sepulchri Advocatus, ya que no le parecía correcto "llevar la corona de rey donde Jesús llevó la corona de espinas". Balduino, su hermano -posteriormente Balduino I de Jerusalén-  pasó a ser el primer rey de Jerusalén en 1100 a la muerte de Godofredo. La leyenda de Godofredo se inició poco después de la Primera Cruzada con el cronista Alberto de Aquisgrán, quien lo retrató como el prototipo de héroe cristiano.
El papel realizado por Godofredo durante la Primera Cruzada lo describen, además, el autor anónimo de la Gesta Francorum y Raimundo de Aguilers entre otros. En la literatura de ficción, Godofredo es el héroe de dos canciones de gesta, la Canción de Antioquía y la Canción de Jerusalén. Tanto su familia como sus primeros años han sido objeto de muchas leyendas. La leyenda de El Caballero del Cisne, muy famosa hoy en día por la ópera de Wagner Lohengrin, se basa en la historia del abuelo de Godofredo, Helias, quien llegó en un misterioso bote con forma de cisne para defender a la familia Bouillón y casarse con la abuela de Godofredo.
En tiempos de Guillermo de Tiro en el siglo XII, Godofredo ya era una leyenda entre los descendientes de los Cruzados. Se creía que era muy fuerte, se decía que había vencido a un oso y también que había cortado la cabeza de un camello con un solo golpe de su espada.
En la Divina Comedia, Dante ve el alma de Godofredo en el cielo de Marte junto a otros Guerreros de la fe.
Godofredo es el personaje principal del poema épico Jerusalén libertada (Gerusalemme liberata, 1575), de Torquato Tasso (1544-1595).
En su natal Bélgica una estatua ecuestre de bronce de Godofredo fue inaugurada el 15 de agosto de 1848  en la Plaza Real de Bruselas. El monumento, que no ha estado exento de polémica, fue la primera estatua ecuestre de esta ciudad.